# 信安县 (金朝)
信安县，中国旧县名，治所在今河北省霸州市信安镇。金世宗大定七年，降信安军为信安县，隶属霸州。金宣宗元光元年，信安县升为镇安府。